# خليج البنغال
خليج البنغال وسُمي سابقًا بحر هركند هو الخليج الذي يشكل الجزء الشمالي الشرقي من المحيط الهندي، وهو ذو شكل مثلثي يحده من الشرق شبه جزيرة الملايو ومن الغرب الهند. وعلى الحافة الشمالية من الخليج تقع منطقة البنغال، والتي تضم ولاية البنغال الغربية الهندية ودولة بنغلاديش. أقصى شرق الخليج يصل لجزيرة سريلانكا والأقليم الهندي الاتحادي لجزر أندمان ونيكوبار.
يعدّ خليج البنغال أكبر خليج مفتوح في العالم الذي تحتل مساحة تقدر بـ 2.172.000 كم2، تحده الهند وسريلانكا في الغرب، بنغلاديش من الشمال، ميانمار والجزء الشمالي من تايلندا من الشرق. وتمتد حدوده الجنوبية بخط وهمي من رأس دوندرا في أقصى جنوب سريلانكا إلى أقصى شمال جزيرة سومطرة.
أثناء وجود الهند البريطانية، سمي بخليج البنغال نسبة إلى منطقة البنغال التاريخية. في ذلك الوقت، عمل ميناء كلكتا كبوابة لحكم التاج في الهند. يقع بازار كوكس، أطول شاطئ بحري في العالم، وسونداربانس أكبر غابات الأيكة الساحلية والموطن الطبيعي لببر البنغالي على طول الخليج.
يشغل خليج البنغال مساحة 2,600,000 كيلومتر مربع (1,000,000 ميل مربع). تتدفق عدة أنهار كبيرة في خليج البنغال: نهر الغانج-هوغلي، وبادما، وبراهمابوترا-جمنا، وباراك-سورما-ميغنا، وإيراوادي، وجودافاري، وماهانادي، وبراهماني، وبيتاراني، وكريشنا وكافيري. وتشمل الموانئ المهمة تشيناي، وإينور، وشيتاغونغ، وكولومبو، وكلكتا-هالديا، ومونغلا، وباراديب، وبورت بلير، وماتارباري، وتوتوكودي، وفيساكاباتنام ودامرا. ومن بين الموانئ الأصغر ميناء غوبالبور وكاكينادا وبايرا.
يحتل خليج البنغال مساحة 2,600,000 كيلومتر مربع (1,000,000 ميل2) . تدفق عدد من الأنهار الكبيرة في خليج البنغال: على نهر الغانج - هوجلى، وبادما، وبراهمابوترا - جامونا، وباراك - سورما - ميجنا وإيراوادي، وجودافارى، وماهانادي، ونهر براهماني، ونهر بيتاراني، وكريشنا وكافيري. تشمل الموانئ المهمة تشيناي، إينور، شيتاغونغ، كولومبو، كولكاتا - هالديا، مونجلا، باراديب، بورت بلير، ماتارباري، ثوثوكودي، فيساخاباتنام ودامرا. بين الموانئ الصغيرة هي ميناء جوبالبور، كاكينادا وبايرا.

## الخلفية

### الحدود
تحدد المنظمة الهيدروغرافية الدولية حدود خليج البنغال على النحو التالي:
من الشرق: خط يمتد من كيب نيجرايس (16 ° 03'N) في بورما عبر الجزر الأكبر لمجموعة جزر اندمان، بحيث تكون جميع المياه الضيقة بين الجزر تقع شرق الخط ويتم استبعادها من خليج البنغال، حتى نقطة في جزيرة أندامان الصغيرة في خط عرض 10 ° 48'N، وخط الطول 92 ° 24'E ومن هناك على طول الحد الجنوبي الغربي لبحر بورما خط يمتد من "نقطة رجا" (5°32′N 95°12′E / 5.533°N 95.200°E) في سومطرة إلى جزيرة بريويه ومن خلال الجزر الغربية لمجموعة جزر نيكوبار إلى نقطة ساندي في جزيرة أندامان الصغيرة، بحيث ترتبط جميع المياه الضيقة ببحر بورما.
في الجنوب: جسر آدم (بين الهند وسيلان) ومن أقصى الجنوب من دوندرا هيد (النقطة الجنوبية لسيلان) إلى النقطة الشمالية لبويلو براس (5°44′N 95°04′E / 5.733°N 95.067°E).

## أصل التسمية
حصل الخليج على اسمه من منطقة البنغال التاريخية (بنجلاديش الحديثة ودولة البنغال الغربية الهندية). في الكتب المقدسة القديمة، ربما تمت الإشارة إلى هذا الجسم المائي باسم «الجلالة» (السنسكريتية: महोदधि، مضاءة، وعاء الماء الكبير)   بينما تظهر في الخرائط القديمة كـ Sinus Gangeticus أو Gangeticus Sinus ، والتي تعني «خليج نهر الغانج».
الاسم السنسكريتي الآخر لخليج البنغال هو " Purvapayodhi" (السنسكريتية: पूर्वपयोधि. المحيط الشرقي).

## التاريخ

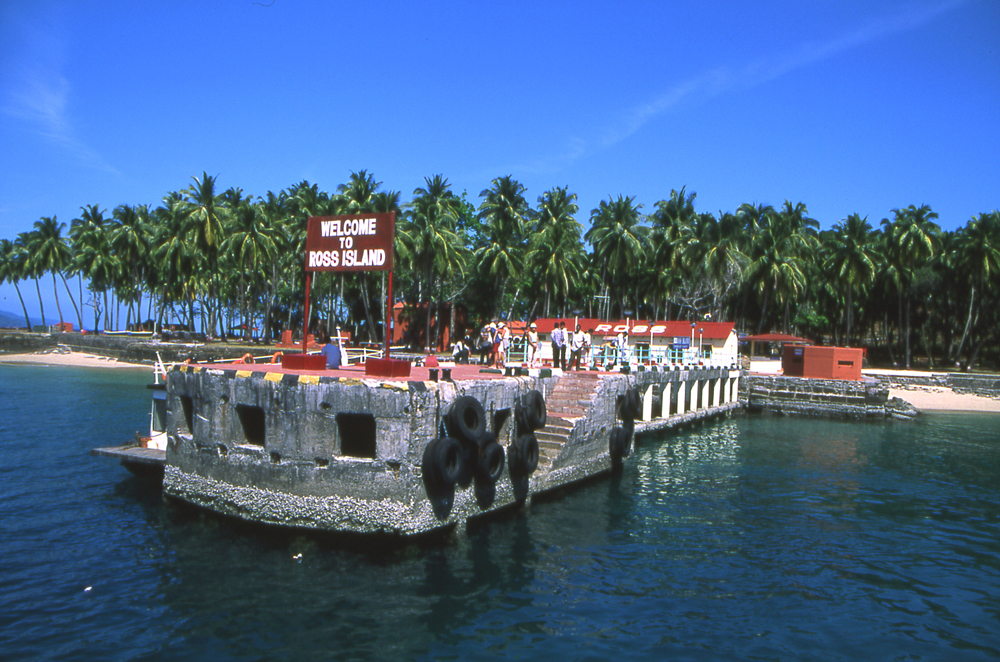
كانت جزيرة روس ، الواقعة في جزر أندامان ، إحدى القواعد البحرية الرئيسية للهند خلال الحرب العالمية الثانية

في الهند الكلاسيكية القديمة، كان خليج البنغال يُعرف باسم كالينجا ساجار (بحر كالينجا). احتلت الدوائر الشمالية الساحل الغربي لخليج البنغال وتعتبر الآن ولاية مدراس الهندية. سلالة تشولا (من القرن التاسع إلى القرن الثاني عشر) عندما حكمها راجاراجا تشولا الأول وراجندرا تشولا الأول احتلت وتسيطر على خليج البنغال مع تشولا البحرية حوالي ميلادي في عام 1014 ، كان يطلق على خليج البنغال أيضًا بحر تشولا أو بحيرة تشولا . وصلت سلالة كاكاتيا إلى الساحل الغربي لخليج البنغال بين نهري جودافاري وكريشنا. كوشاناس في منتصف القرن الأول الميلادي غزت شمال الهند وربما امتدت حتى خليج البنغال. قام تشاندراغبت موريا بتوسيع سلالة ماوريا عبر شمال الهند إلى خليج البنغال. كانت حاجبور معقلاً للقراصنة البرتغاليين. في القرن السادس عشر، بنى البرتغاليون مراكز تجارية في شمال خليج البنغال في شيتاغونغ (بورتو غراندي) وساتجاون (بورتو بيكينو).

### المواقع التاريخية
بالترتيب الأبجدي:

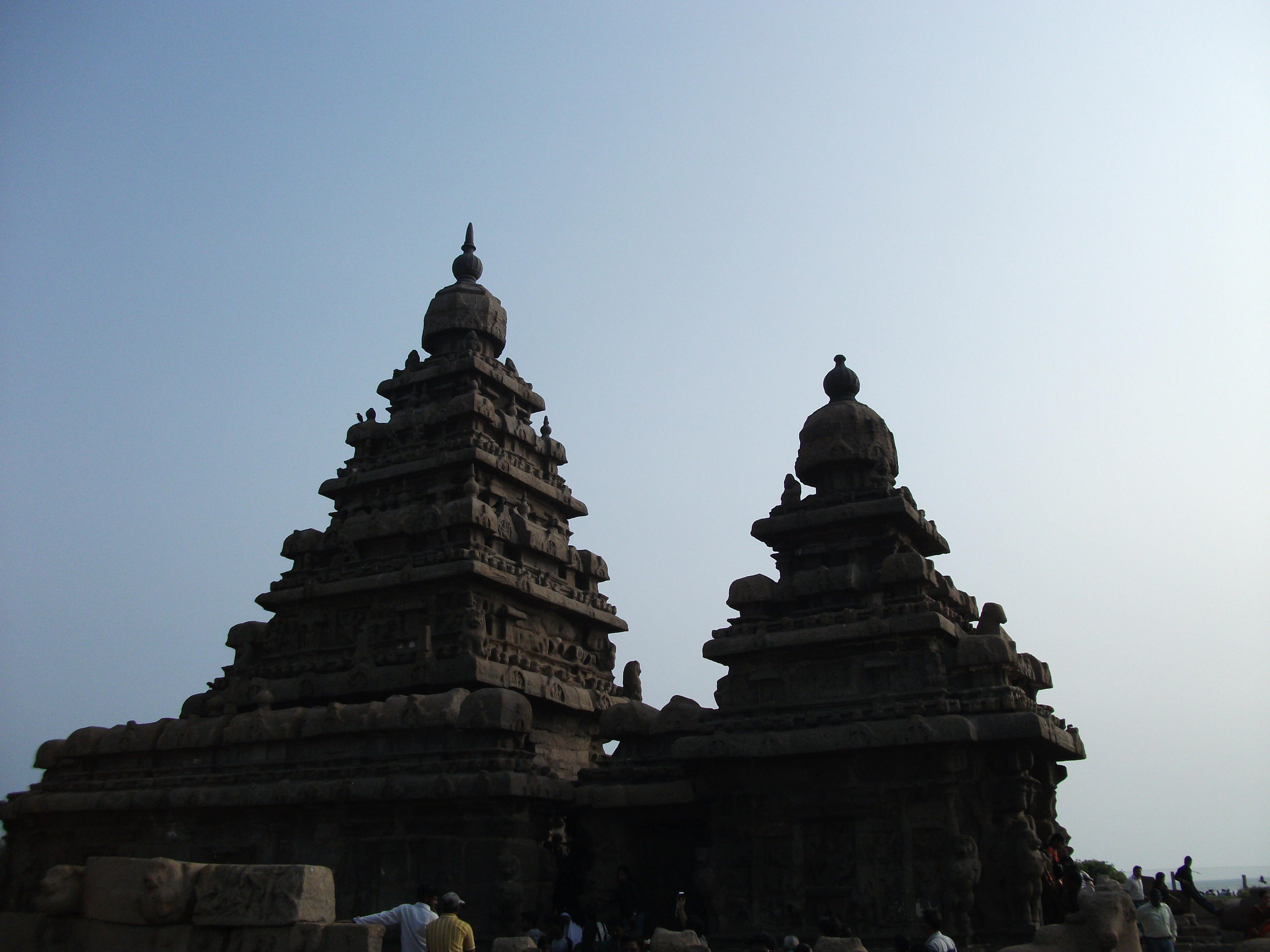
معبد شور، أحد مواقع التراث العالمي لليونسكو على شاطئ خليج البنغال.

- أريكاميدو هو موقع أثري في جنوب الهند، تبلغ مساحتها 4 كيلومترات (2.5 ميل) من العاصمة بونديشيري في إقليم بودوتشيري الهندي
- المستعمرة العقابية البريطانية: سجن خلوي الذي بني عام 1896 في جزيرة روس، وهي جزء من سلسلة جزر أندامان. في وقت مبكر من عام 1858، تم استخدام هذه الجزيرة كمستعمرة عقابية بريطانية للسجناء السياسيين الذين يواجهون عقوبة السجن مدى الحياة.[12]
- مواقع التراث البوذية بافورالاكوندا وثوتلاكوندا تقع على طول ساحل خليج البنغال في فيساخاباتنام في الهند.
- كونارك هي موطن معبد الشمس أو بلاك باغودا. تم بناء محمية براهمان من الجرانيت الأسود في منتصف عام 1200 بعد الميلاد وتم إعلانها كموقع تراث عالمي.
- معبد جاغاناث في بوري هو أحد الأماكن المقدسة الأربعة في الحج الهندوسي جنبًا إلى جنب مع شاطئ بوري على ضفاف خليج البنغال.
- يقع معبد راماناثاسوامي في Dhanushkodi ، حيث يجتمع خليج البنغال وخليج مانار معًا.[13]
- سبعة باغودات من ماهاباليبورام هو اسم ماهاباليبورام. تم بناء معبد مهاباليبورام الشاطئي، وهو أحد مواقع التراث العالمي، في القرن الثامن الميلادي، وتشير الأسطورة إلى أنه تم بناء ستة معابد أخرى هنا.
- يقع معبد سري فيساخيسوارا سوامي تحت خليج البنغال. يقول المتحدثون الرسميون من مركز جامعة أندرا لعلم الآثار البحرية إن المعبد قد يكون مقابل البطارية الساحلية.[14]
- قالب:Ill-WD2بيت فيفيكاناندا: تم تشييده في عام 1842 من قبل «ملك الجليد» الأمريكي فريدريك تيودور لتخزين وتسويق الجليد على مدار العام. في عام 1897، تم تسجيل محاضرات سوامي فيفيكاناندا الشهيرة هنا في قلعة كيرنان. الموقع عبارة عن معرض مخصص لسوامي فيفيكاناندا وإرثه.

### علم الآثار البحرية
علم الآثار البحرية أو علم الآثار البحرية هو دراسة كيفية تفاعل الشعوب القديمة مع البحر والمجاري المائية. فرع متخصص، علم آثار حطام السفن، يدرس القطع الأثرية التي تم إنقاذها من السفن القديمة. المراسي الحجرية، وشظايا القوارير، وأنياب الفيلة، وأسنان أفراس النهر، والفخار الخزفي، وصاري الخشب النادر، وسبائك الرصاص هي أمثلة قد تبقى مغمورة بالمياه لقرون لعلماء الآثار لاكتشاف ودراسة ووضع نتائجهم المنقذة في الجدول الزمني للتاريخ. ساهمت الشعاب المرجانية وأمواج تسونامي والأعاصير ومستنقعات المنغروف والمعارك وتقاطع الطرق البحرية في منطقة تجارية عالية مقترنة بالقرصنة في حطام السفن في خليج البنغال.

### حطام السفن وحوادث الشحن الهامة
- 1778 إلى 1783: تراوحت العمليات البحرية في الحرب الثورية الأمريكية أو حرب الاستقلال الأمريكية حتى خليج البنغال.
- ج. 1816: إحراق سفينة مورنينغتون في خليج البنغال.[16]
- 1850: من المفترض أن يكون العملاق الأمريكي إيجل قد غرق في خليج البنغال.[17]
- توفي المبشر المعمداني الأمريكي أدونيرام جودسون في 12 أبريل 1850 ودفن في البحر في خليج البنغال.
- 1855: اصطدم اللحاء «المذهل» بصخرة غارقة في خليج البنغال.[18]
- 1865: عاصفة dismasted ويوتيربي في حين عبور خليج البنغال الاعصار.
- 1875: فيليدا - 76 م (250 قدم) بطول 15 م (50 قدم). إنه جزء من عملية الإنقاذ الحالية.[19]
- 1942: هاجم الطراد الياباني يورا من الأسطول الاستكشافي الثاني، قوة الملايو، السفن التجارية في خليج البنغال.
- 1971: 3 ديسمبر - غرقت الغواصة الباكستانية PNS غازي في ظروف غامضة بالقرب من فيساكاباتنام في خليج البنغال.

## اهمية خليج البنغال

### الأهمية الاقتصادية
واحدة من أولى المشاريع التجارية على طول خليج البنغال كانت شركة تجار لندن للتجارة في جزر الهند الشرقية، والتي يشار إليها بشكل أكثر شيوعًا باسم شركة الهند الشرقية البريطانية. كان جوبالبور أون سي أحد مراكزهم التجارية الرئيسية. ومن الشركات التجارية الأخرى على طول سواحل خليج البنغال شركة الهند الشرقية الإنجليزية وشركة الهند الشرقية الفرنسية.
تدعم مبادرة خليج البنغال للتعاون التقني والاقتصادي المتعدد (مبادرة خليج البنغال للتعاون التقني والاقتصادي متعدد القطاعات) التجارة الحرة دوليًا حول خليج البنغال بين بنغلاديش وبوتان والهند وميانمار ونيبال وسريلانكا وتايلاند.
مشروع قناة سيثوسامودرام الملاحية هو مشروع جديد مقترح من شأنه أن ينشئ قناة لطريق شحن لربط خليج مانار بخليج البنغال. هذا من شأنه أن يربط الهند من الشرق إلى الغرب دون الحاجة إلى التجول في سريلانكا.
تزدهر قوارب الصيد والطوف في قرى الصيد على طول شواطئ خليج البنغال. يمكن للصيادين صيد ما بين 26 و44 نوعًا من الأسماك البحرية. في عام واحد، يبلغ متوسط المصيد مليوني طن من الأسماك من خليج البنغال وحده. يعيش ما يقرب من 31 ٪ من صيادي الأسماك الساحليين في العالم ويعملون في الخليج.

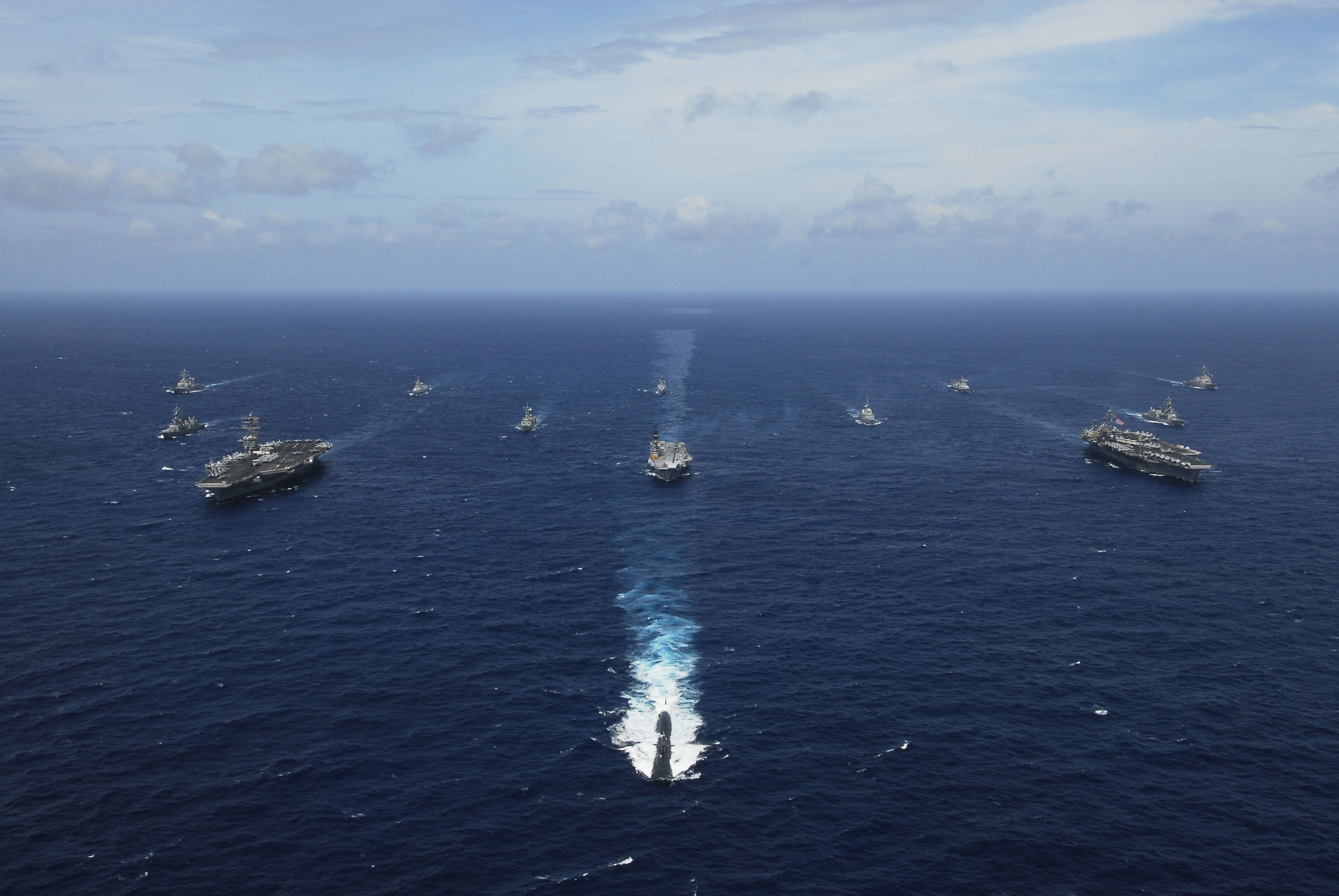
صورة لسفن الولايات المتحدة المشاركة في تمرين مالابار البحري 2007. شاركت طرادات إيجيس من أساطيل اليابان وأستراليا، وسفن الدعم اللوجستي من سنغافورة والهند في خليج البنغال.

### الأهمية الجيوستراتيجية
يقع خليج البنغال في موقع مركزي في جنوب وجنوب شرق آسيا. تقع في وسط كتلتين اقتصاديتين ضخمتين، السارك والآسيان. ويؤثر على منطقة جنوب الصين غير الساحلية في الشمال والموانئ البحرية الرئيسية في الهند وبنغلاديش.
أبرمت الصين والهند وبنجلاديش اتفاقيات تعاون بحري مع ماليزيا وتايلاند وإندونيسيا لزيادة التعاون في مكافحة الإرهاب في أعالي البحار.
والأهم من ذلك، الموانئ الرئيسية مثل في الجزر النائية (اندامان ونيكوبار) باراديب كلكتا، تشيناي، فيساخاباتنام، توتيكورين، شيتاغونغ، ومونجلا، على طول سواحلها مع خليج البنغال إضافة إلى أهميته.
بذلت الصين مؤخرًا جهودًا لبسط نفوذها في المنطقة من خلال علاقات الشراكة مع ميانمار وبنغلاديش. أجرت الولايات المتحدة تدريبات كبيرة مع بنغلاديش وماليزيا وسنغافورة وتايلاند ومؤخرا الهند. أقيمت أكبر لعبة حرب على الإطلاق في خليج البنغال، والمعروفة باسم مالابار 2007، في عام 2007 وشاركت فيها سفن حربية بحرية من الولايات المتحدة وبنغلاديش وتايلاند وسنغافورة واليابان وأستراليا. كانت الهند أحد المشاركين.
دفعت رواسب كبيرة من الغاز الطبيعي في المناطق الواقعة داخل المنطقة البحرية لبنجلاديش إلى إلحاح خطير من قبل الهند وميانمار في نزاع إقليمي. تسببت الخلافات حول حقوق بعض حقول النفط والغاز في خلافات دبلوماسية قصيرة بين ميانمار والهند مع بنغلاديش.
أدت الحدود البحرية المتنازع عليها بين بنغلاديش وميانمار إلى توترات عسكرية في عامي 2008 و2009.
تسعى بنغلاديش إلى تسوية مع ميانمار والهند للنزاع الحدودي من خلال المحكمة الدولية لقانون البحار.

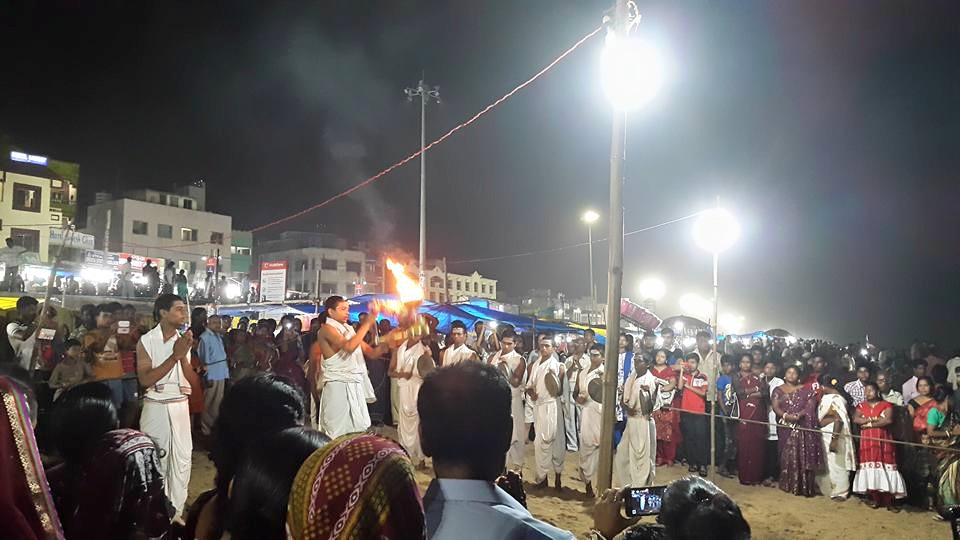
البحر أراتي أو عبادة البحر من قبل تلاميذ جوفاردان ماثا في بوري

### الأهمية الدينية
يعتبر خليج البنغال في امتداد سوارجادوار، بوابة الجنة في اللغة السنسكريتية، في مدينة بوري الهندية مقدسًا من قبل الهندوس.

### الشواطئ

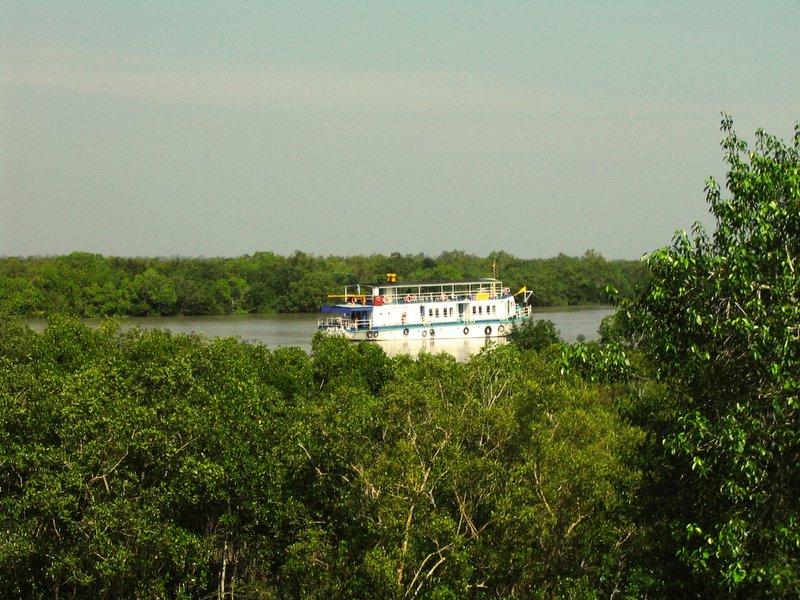
تعد سونداربانس المتاخمة لخليج البنغال أكبر كتلة منفردة من غابات المنغروف الملحية في العالم.

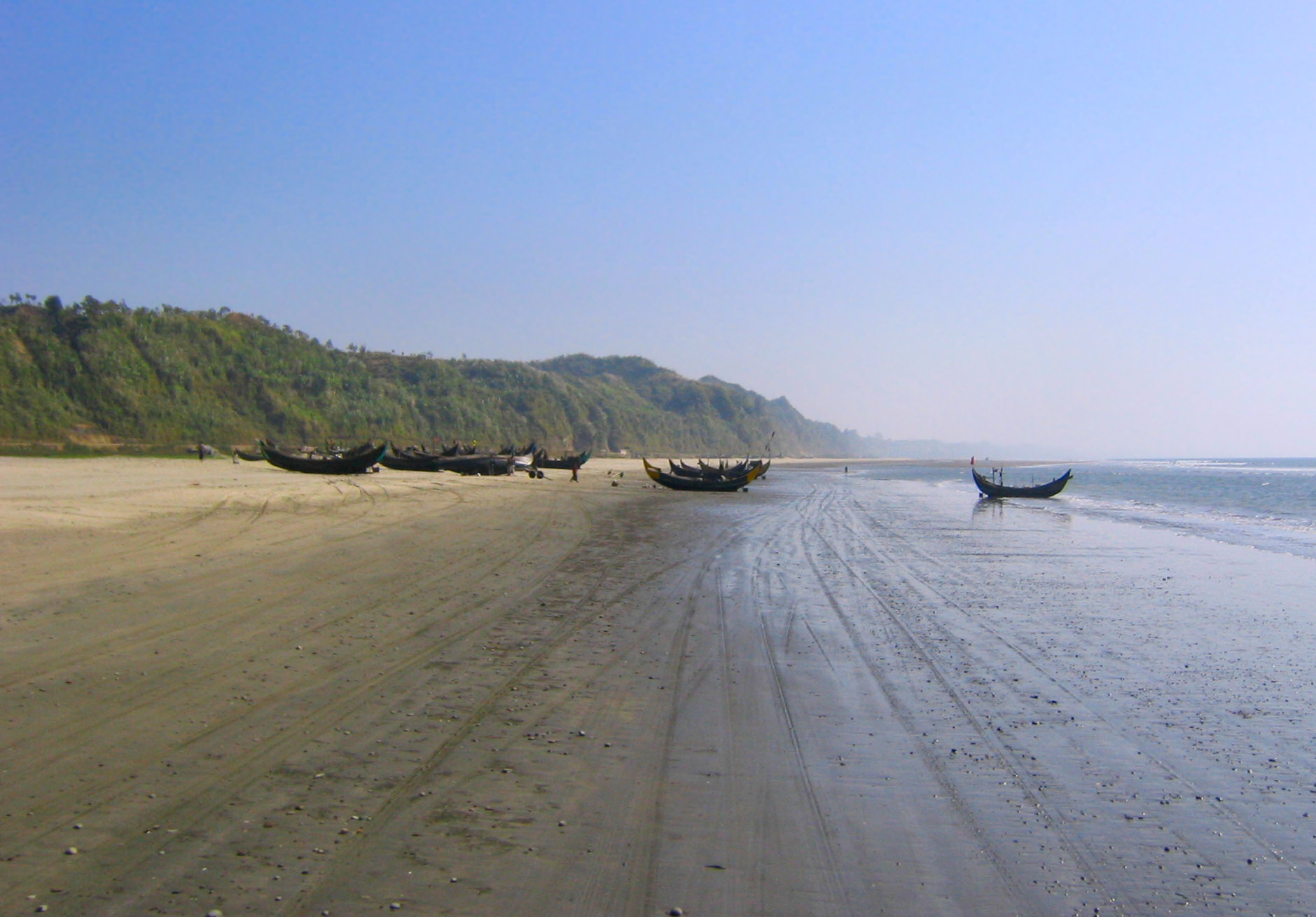
كوكس بازار، أطول امتداد شاطئ في العالم.

## دلائل الميزات

### الجزر

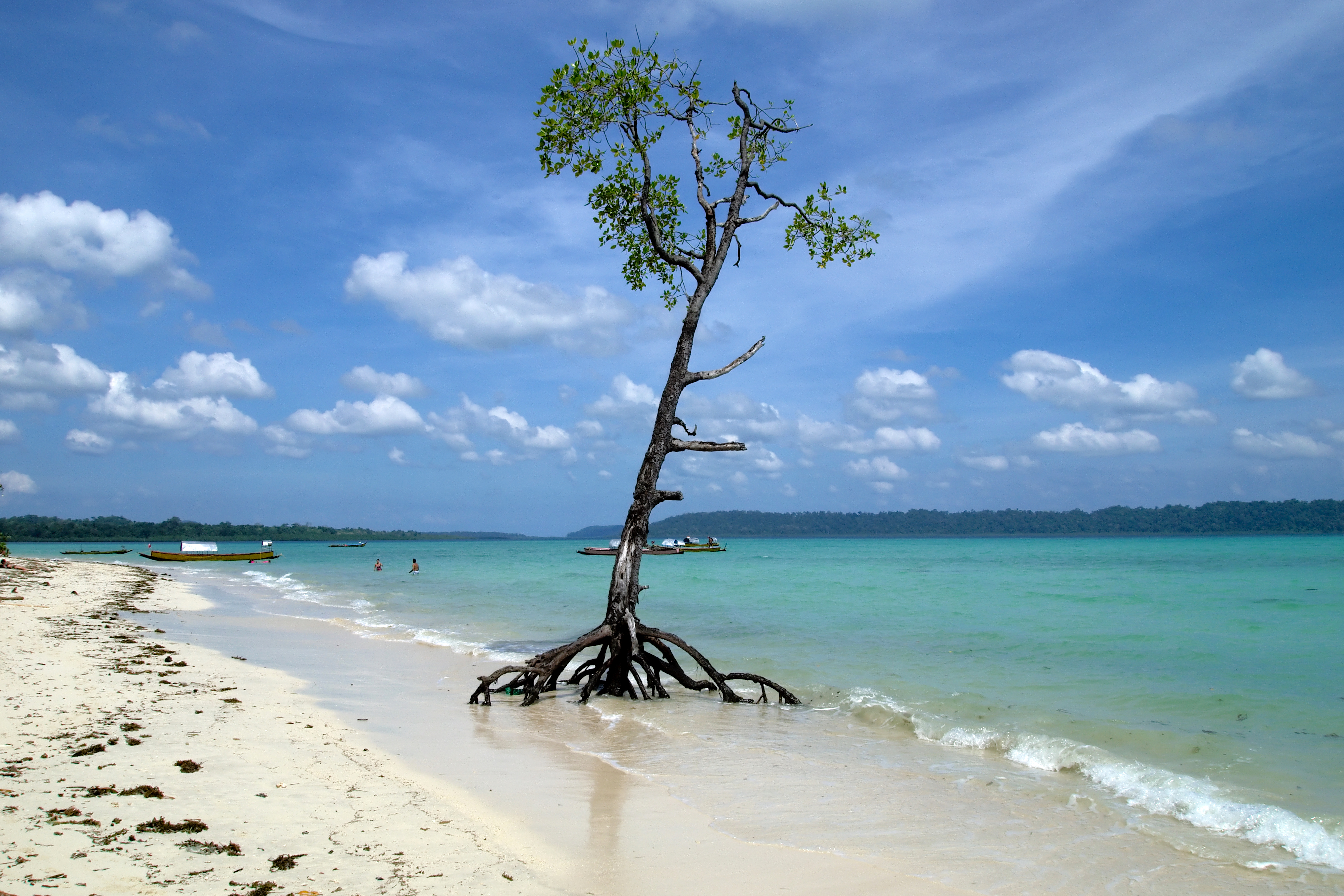
جزيرة هافلوك وجزر أندامان ونيكوبار

الجزر الموجودة في الخليج عديدة، بما في ذلك جزر أندامان وجزر نيكوبار وأرخبيل ميرغوي في الهند وميانمار. مجموعة جزر تشيدوبا، الواقعة في الشمال الشرقي، قبالة الساحل البورمي، تتميز بسلسلة من البراكين الطينية التي تنشط أحيانًا.
جريت أندامان هو الأرخبيل الرئيسي أو مجموعة الجزر لجزر أندامان، بينما يتكون أرخبيل ريتشي من جزر أصغر. فقط 37، أو 6.5٪، من 572 جزيرة وجزيرة صغيرة في جزر أندامان ونيكوبار مأهولة بالسكان.

### الأنهار
تتدفق العديد من أنهار الهند وبنغلاديش الرئيسية من الغرب إلى الشرق قبل أن تصب في خليج البنغال. نهر الجانج هو أقصى شمال هذه الأنهار. تدخل قناتها الرئيسية وتتدفق عبر بنغلاديش، حيث تُعرف باسم نهر بادما، قبل الانضمام إلى نهر ميجنا. ومع ذلك، يتدفق نهر براهمابوترا من الشرق إلى الغرب في ولاية آسام قبل أن يتجه جنوبًا ويدخل بنغلاديش حيث يُطلق عليه اسم نهر جامونا. ينضم هذا إلى بادما حيث ينضم على بادما إلى نهر ميجنا الذي يصب أخيرًا في خليج البنغال. Sundarbans هي غابة منغروف في الجزء الجنوبي من دلتا نهر الغانج براهمابوترا التي تقع في ولاية البنغال الغربية الهندية وفي بنغلاديش. براهمابوترا في 2,948 كيلومتر (1,832 ميل) هو 28 أطول نهر في العالم. ينشأ في التبت. نهر هوغلي، قناة أخرى من نهر الجانج تتدفق عبر مصارف كولكاتا إلى خليج البنغال في ساجار في غرب البنغال، الهند.
ترسب أنهار الجانج - براهمابوترا - باراك ما يقرب من 1000 مليون طن من الرواسب كل عام. تشكل الرواسب من هذه الأنهار الثلاثة دلتا البنغال ومروحة الغواصة، وهي بنية واسعة تمتد من البنغال إلى جنوب خط الاستواء، تصل إلى 16.5 كيلومتر (10.3 ميل) سميكة، وتحتوي على الأقل على 1130 تريليون طن من الرواسب التي تراكمت خلال آخر 17 مليون سنة بمتوسط 665 مليون طن سنويا. دفنت المروحة الكربون العضوي بمعدل 1.1 تقريبًا تريليون مول / سنة (13.2 مليون طن / سنة) منذ أوائل فترة الميوسين. تساهم الأنهار الثلاثة حاليًا بنحو 8 ٪ من إجمالي الكربون العضوي (TOC) المودعة في محيطات العالم. نظرًا لارتفاع تراكم الكربون العضوي الكلي في قاع البحر العميق لخليج البنغال، فإن المنطقة غنية بالنفط والغاز الطبيعي واحتياطيات هيدرات الغاز. يمكن لبنجلاديش استصلاح الأراضي بشكل كبير واقتصادي من منطقة البحر عن طريق بناء السدود البحرية والجسور والجسور وحبس الرواسب من أنهارها.
إلى الجنوب الغربي من البنغال، تتدفق أيضًا أنهار ماهانادي وجودافاري وكريشنا وكافيري من الغرب إلى الشرق عبر هضبة ديكان في شبه جزيرة الهند وتصب في خليج البنغال وتشكل دلتا. تصب العديد من الأنهار الصغيرة مباشرة في خليج البنغال مكونة مصبات الأنهار؛ أقصرها نهر كوم عند 64 كيلومتر (40 ميل) .
يتدفق نهر إيراوادي (أو أيياروادي) في ميانمار إلى بحر أندامان في خليج البنغال، وكان له غابات المنغروف الكثيفة الخاصة به.

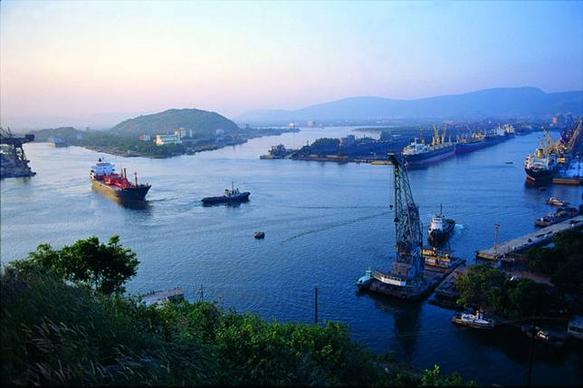
مدينة فيساكاباتنام في الهند هي ميناء رئيسي لخليج البنغال.

### الموانئ البحرية
وتشمل الموانئ الهندية في الخليج باراديب بورت، ميناء كلكتا، ميناء هالديا، تشيناي، فيساخاباتنام، كاكينادا، بونديشيري، Dhamra، والموانئ بنجلاديش على خليج وشيتاغونغ، مونجلا، ميناء بايرا.

## علم المحيطات

### جيولوجيا

#### الغلاف الصخري والصفائح التكتونية
ينقسم الغلاف الصخري للأرض إلى ما يسمى بالصفائح التكتونية. تحت خليج البنغال، وهي جزء من الصفيحة الهندية الأسترالية العظيمة وتتحرك ببطء شمال شرق. تلتقي هذه اللوحة بلوحة بورما الدقيقة في خندق سوندا. تعد جزر نيكوبار وجزر أندامان جزءًا من لوحة بورما الدقيقة. تنزل صفيحة الهند تحت صفيحة بورما عند خندق سوندا أو خندق جافا. هنا، يؤدي ضغط الصفيحتين على بعضهما البعض إلى زيادة الضغط ودرجة الحرارة مما يؤدي إلى تكوين البراكين مثل البراكين في ميانمار، وقوس بركاني يسمى قوس سوندا. كان زلزال سومطرة-أندامان والتسونامي الآسيوي نتيجة للضغط في هذه المنطقة مما تسبب في زلزال تحت البحر أدى بعد ذلك إلى تسونامي مدمر.

#### الجيولوجيا البحرية

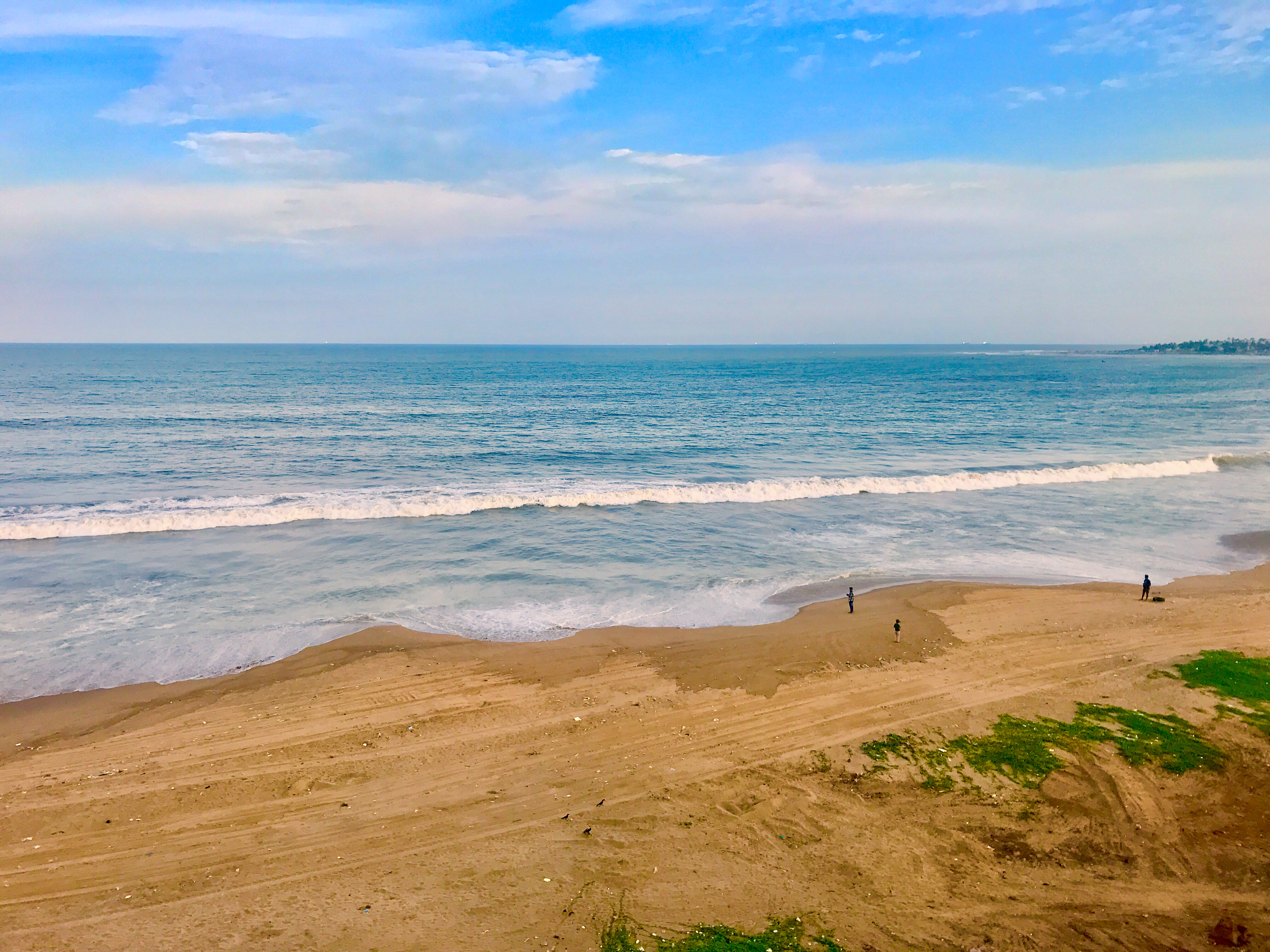
قريب من خليج البنغالحديقة تينيتي ، فيساخاباتنام.

منطقة 50 ميل واسعة تمتد من جزيرة سريلانكا وساحل كورومانديل إلى رأس الخليج، ومن ثم جنوبا من خلال شريط يضم جزر أندامان ونيكوبار، يحدها خط 100 سبر الغور من قاع البحر؛ حوالي 50 ميل. وراء هذا يكمن الحد 500-سبر الغور. مقابل فم نهر الغانج، ومع ذلك، فإن الفترات الفاصلة بين هذه الأعماق تمتد إلى حد كبير من خلال تأثير الدلتا.
سواتش لا أرضي هو 14 وادي أعماق البحار يبلغ عرضه كيلومترًا في خليج البنغال. أعمق منطقة مسجلة في هذا الوادي حوالي 1340 م. يعد وادي الغواصة جزءًا من البنغال فان، أكبر موقع للغواصات في العالم.

#### مراوح الغواصة
تُعرف مروحة الغواصة أيضًا باسم المروحة السحيقة. مروحة خليج البنغال، والمعروفة باسم مروحة البنغال، والمعروفة أيضًا باسم جانج فان هي أكبر مشجع في العالم السحيق، والمعروف أيضًا باسم مراوح أعماق البحار، والدلتا تحت الماء، ومراوح الغواصات. المروحة حوالي 3,000 كيلومتر (1,900 ميل) طويل 1,430 كيلومتر (890 ميل) بسماكة قصوى تبلغ 16.5 كيلومتر (10.3 ميل) . نتجت المروحة عن ارتفاع وتآكل جبال الهيمالايا وهضبة التبت الناتجة عن الاصطدام بين الصفيحة الهندية والصفيحة الأوراسية. يتم توفير معظم الرواسب عن طريق نهري الغانج وبراهمابوترا اللذين يمدان دلتا ميجنا السفلى في بنغلاديش ودلتا هوغلي في غرب البنغال (الهند). تقدم العديد من الأنهار الكبيرة الأخرى في بنغلاديش والهند مساهمات أصغر. نقلت تيارات التعكر الرواسب عبر سلسلة من الأخاديد المغمورة، والتي يبلغ طول بعضها أكثر من 2,400 كيلومتر (1,500 ميل) ، ليتم ترسيبها في خليج البنغال حتى خط عرض 30 درجة من حيث بدأت. حتى الآن، تعود أقدم الرواسب المستخرجة من مروحة البنغال إلى عصر الميوسين المبكر.  تسمح خصائصها المعدنية والجيوكيميائية بتحديد أصلهم في الهيمالايا وإثبات أن جبال الهيمالايا كانت بالفعل سلسلة جبال رئيسية 20 منذ مليون سنة.
تغطي المروحة أرضية خليج البنغال بالكامل. يحدها من الغرب المنحدر القاري لشرق الهند، ومن الشمال المنحدر القاري لبنغلاديش ومن الشرق الجزء الشمالي من خندق سوندا قبالة ميانمار وجزر أندامان، وهو الإسفين التراكمي المرتبط بغزو الهند- الصفيحة الأسترالية أسفل صفيحة سوندا وتستمر على طول الجانب الغربي من سلسلة التلال الشرقية التسعين. تقع نيكوبار فان، وهي فص آخر من المروحة، شرق Ninety East Ridge.
يتم الآن استكشاف المروحة كمصدر محتمل للوقود الأحفوري للدول النامية المحيطة.
تم التعرف على المروحة لأول مرة عن طريق مسح الأعماق في الستينيات بواسطة بروس سي هيزن ماري ثارب اللذين حددا الهياكل المخروطية السحيقة والوادي. تم تحديده وتسميته من قبل جوزيف كوراي وديفيد مور بعد مسح جيولوجي وجيوفيزيائي في عام 1968.

### كيمياء المحيطات
المناطق الساحلية المتاخمة لخليج البنغال غنية بالمعادن. سري لانكا، سيرينديب أو راتنا - دويبا وهو ما يعني جزيرة جوهرة. جمشت البريل روبي، ياقوت، توباز، والعقيق ليست سوى بعض من الأحجار الكريمة من سري لانكا. تم العثور على العقيق والأحجار الكريمة الأخرى أيضا في وفرة في الولايات الهندية من أوديشا وأندرا براديش.

### المناخ الأوقيانوغرافي
من كانون الثاني (يناير) إلى تشرين الأول (أكتوبر)، يتدفق التيار باتجاه الشمال، ويسمى نمط الدوران في اتجاه عقارب الساعة «تيار الهند الشرقية». تتحرك الرياح الموسمية لخليج البنغال في الاتجاه الشمالي الغربي لتضرب جزر نيكوبار وجزر أندامان أول مايو، ثم ساحل البر الرئيسي للهند بحلول نهاية يونيو.
ما تبقى من العام، يتدفق التيار عكس اتجاه عقارب الساعة باتجاه الجنوب الغربي، ويسمى نمط الدوران بـ East Indian Winter Jet. تشهد شهري سبتمبر وديسمبر طقسًا نشطًا للغاية، وموسم فارشا (أو الرياح الموسمية)، في خليج البنغال مما ينتج عنه أعاصير شديدة تؤثر على شرق الهند. تم الشروع في العديد من الجهود للتعامل مع عرام العواصف.

### علم الأحياء البحرية والنباتات والحيوانات

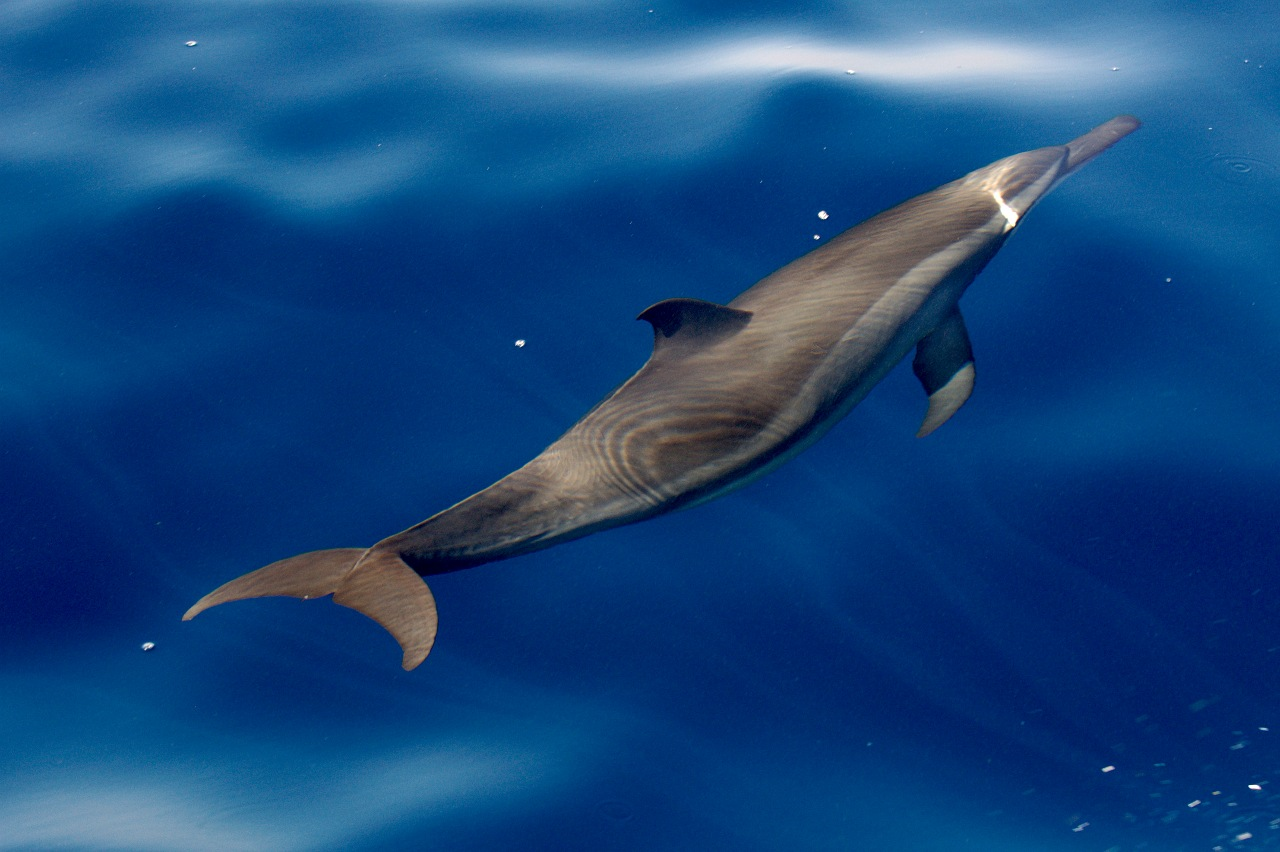
دولفين دوار في خليج البنغال

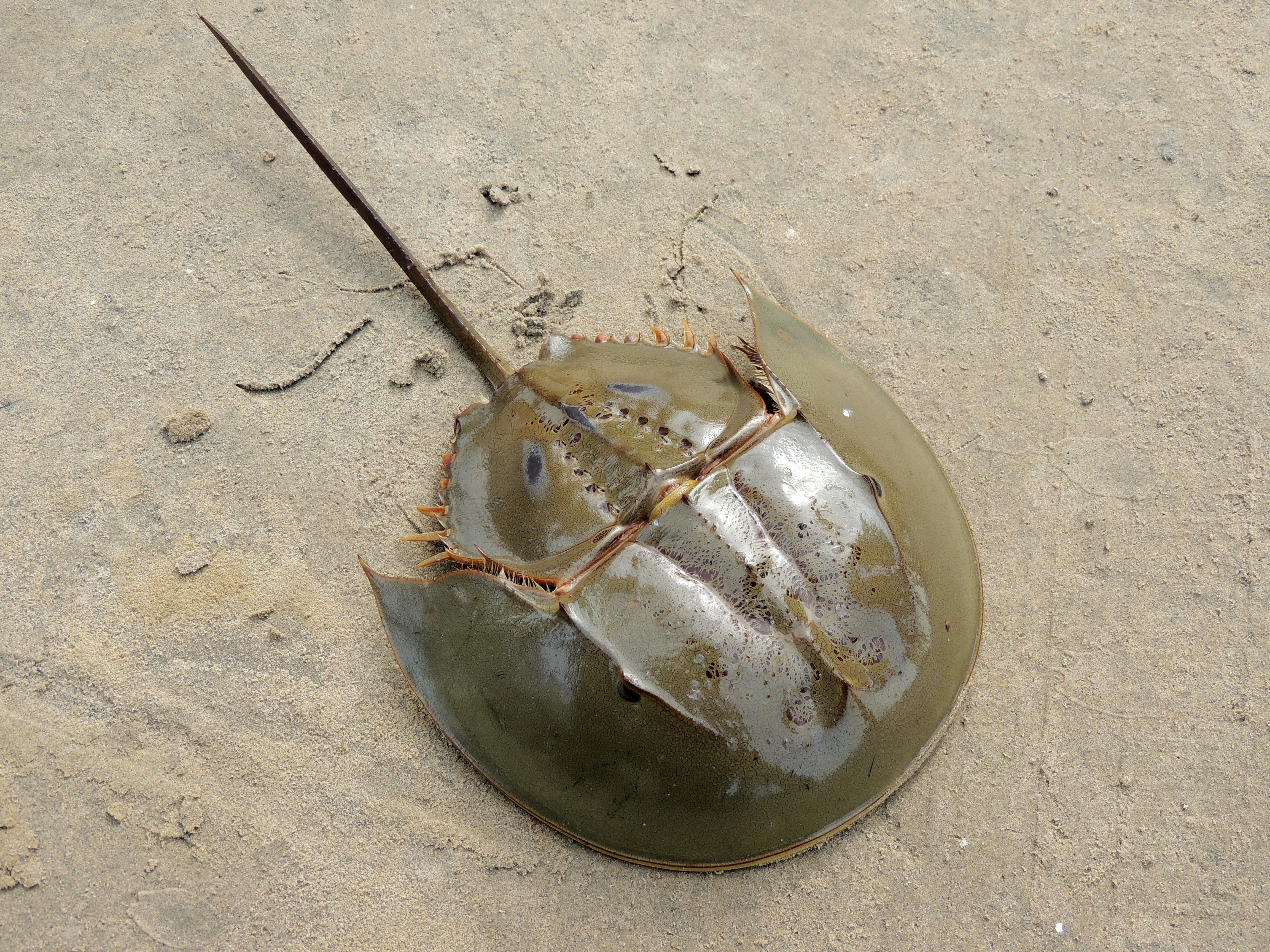
Tachypleus gigas في أوديشا

خليج البنغال مليء بالتنوع البيولوجي، متباعدًا بين الشعاب المرجانية، ومصبات الأنهار، وتكاثر الأسماك ومناطق الحضانة، وأشجار المانغروف. يعد خليج البنغال أحد أكبر 64 نظامًا بيئيًا بحريًا في العالم.
كيريليا جردوني هو ثعبان بحري في خليج البنغال. إن (كونوس بنجالينسي)) هو مجرد أحد الأصداف البحرية التي يمكن تصويرها على طول شواطئ خليج البنغال. من الأنواع المهددة بالانقراض، يمكن للسلاحف البحرية ريدلي الزيتونية البقاء على قيد الحياة بسبب أماكن التعشيش المتاحة في محمية غاهيرماثا للحياة البرية البحرية، شاطئ جاهرماثا، أوديشا، الهند. مارلين، باراكودا، تونة سكيبجاك ، ( كاتسوونوس بيلاميس ) ، التونة ذات الزعانف الصفراء، الدلفين المحدب الهندي والمحيط الهادئ ( سوزا تشينينسيس )، وحوت برايد هي عدد قليل من الحيوانات البحرية. خليج البنغال hogfish (Bodianus neilli) هو نوع من اللبروس التي تعيش في الشعاب البحيرة العكرة أو الشعاب الساحلية الضحلة. يمكن رؤية مدارس الدلافين، سواء كانت الدلفين ذو الأنف الزجاجي، أو الدلفين المرقط بانتروبي أو الدلفين الدوار. عادة ما تعيش التونة والدلافين في نفس المياه. يمكن العثور على دلافين إيراوادي في المياه الساحلية الضحلة والأكثر دفئًا.
توفر محمية المحيط الحيوي الكبرى في نيكوبار ملاذًا للعديد من الحيوانات، بما في ذلك تمساح المياه المالحة ، والسلاحف البحرية العملاقة ذات الظهر المصنوع من الجلد، وسلاحف الملايو الصندوقية على سبيل المثال لا الحصر.
من الأنواع الأخرى المهددة بالانقراض نمر البنغال الملكي مدعوم من قبل حديقة وطنية في سونداربانس دلتا مصبات الأنهار الكبيرة التي تضم منطقة المنغروف في دلتا نهر الغانج.

## القضايا العابرة للحدود
تُعرَّف القضية العابرة للحدود بأنها مشكلة بيئية يفصل فيها إما سبب المشكلة و / أو تأثيرها بحدود وطنية؛ أو أن المشكلة تساهم في مشكلة بيئية عالمية وإيجاد حلول إقليمية يعتبر فائدة بيئية عالمية. حددت دول خليج البنغال الثمانية (2012) ثلاث مشكلات رئيسية عابرة للحدود (أو مجالات مثيرة للقلق) تؤثر على صحة الخليج، ويمكنها العمل معًا. بدعم من مشروع النظام الإيكولوجي البحري الكبير لخليج البنغال، تعمل البلدان الثمانية الآن (2012) على تطوير استجابات لهذه القضايا وأسبابها، من أجل التنفيذ المستقبلي كبرنامج العمل الاستراتيجي.

### التدهور البيئي

#### الاستغلال المفرط لمصايد الأسماك

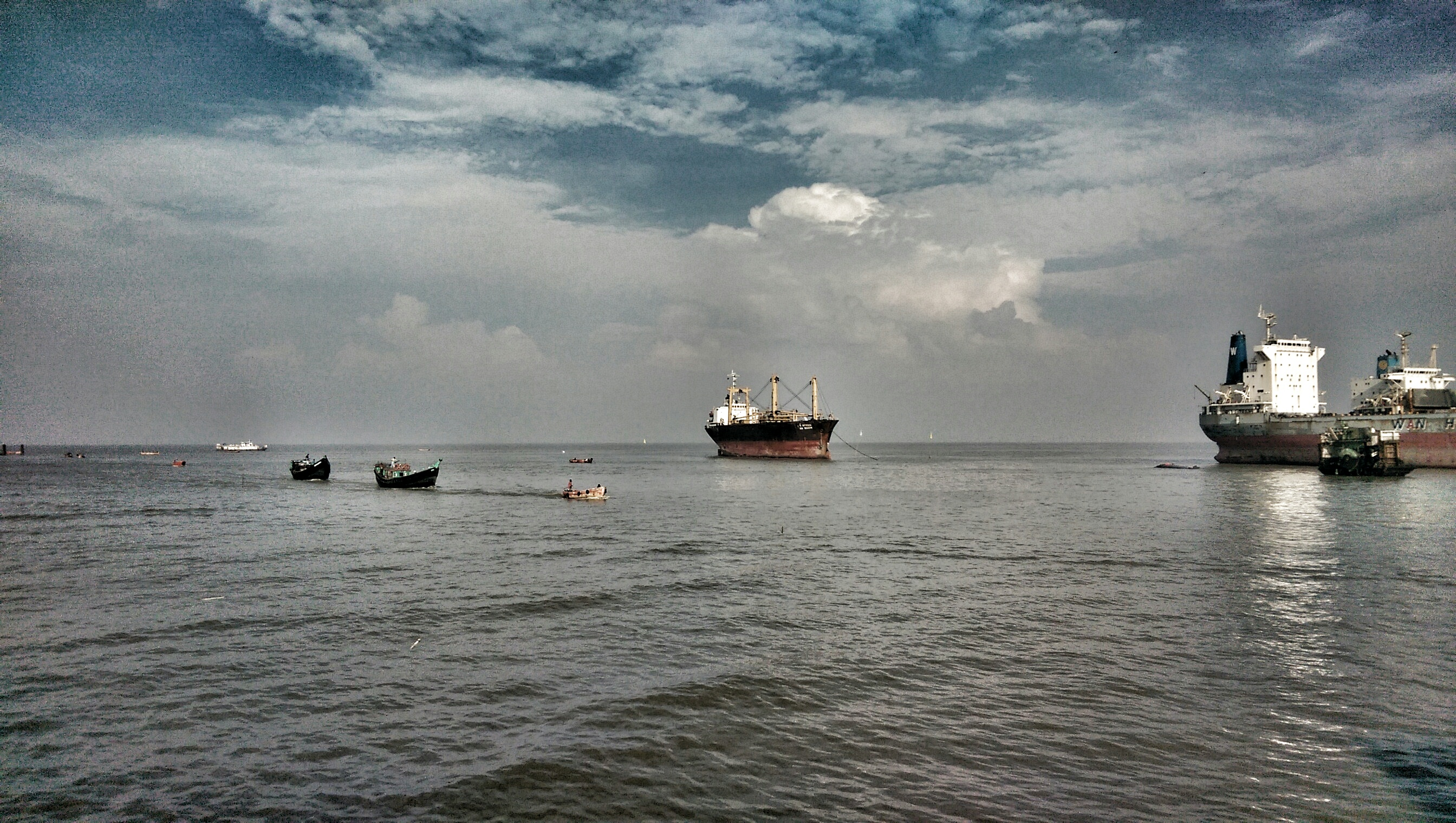
تقوم بعض قوارب الصيد الصغيرة بصيد الأسماك وبيعها في الأسواق الساحلية المحلية.

يبلغ إنتاج مصايد الأسماك في خليج البنغال ستة ملايين طن سنويًا، أي أكثر من سبعة بالمائة من المصيد العالمي. القضايا الرئيسية العابرة للحدود المتعلقة بمصايد الأسماك المشتركة هي: انخفاض في التوافر العام للموارد السمكية؛ التغييرات في تكوين الأنواع من المصيد؛ النسبة العالية من الأسماك اليافعة في المصيد؛ والتغيرات في التنوع البيولوجي البحري، وخاصة من خلال فقدان الأنواع المعرضة للخطر والمعرضة للانقراض. الطبيعة العابرة للحدود لهذه القضايا هي: أن العديد من الأرصدة السمكية يتم تقاسمها بين دول مشروع النظام الإيكولوجي البحري الكبير لخليج البنغال من خلال الهجرة عبر الحدود للأسماك أو اليرقات. يتداخل الصيد مع السلطات القضائية الوطنية، سواء بشكل قانوني أو غير قانوني - القدرات المفرطة والصيد الجائر في مكان ما يجبران الصيادين والسفن على الهجرة إلى مواقع أخرى. تواجه جميع البلدان (بدرجة أكبر أو أقل) صعوبات في تنفيذ إدارة مصايد الأسماك، وخاصة نهج النظام الإيكولوجي لمصايد الأسماك. خليج البنغال الدول المساهمة بشكل كبير في المشكلة العالمية المتمثلة في فقدان الضعيفة والأنواع المهددة بالانقراض. الأسباب الرئيسية للقضايا هي: فتح الوصول إلى مناطق الصيد؛ تركيز الحكومة على زيادة المصيد من الأسماك؛ الإعانات الحكومية غير الملائمة المقدمة للصيادين؛ زيادة جهد الصيد، خاصة من سفن الجر وشباك الشباك الكيسية؛ ارتفاع طلب المستهلكين على الأسماك، بما في ذلك البذور ومساحيق تربية الأحياء المائية؛ إدارة مصايد الأسماك غير الفعالة؛ والصيد غير المشروع والمدمّر.

#### تدهور الموائل البحرية
خليج البنغال منطقة ذات تنوع بيولوجي عالٍ، بها العديد من الأنواع المهددة بالانقراض والضعيفة . القضايا الرئيسية العابرة للحدود المتعلقة بالموائل هي: فقدان وتدهور موائل المنغروف ؛ تدهور الشعاب المرجانية . وفقدان وتلف الأعشاب البحرية . إن الطبيعة العابرة للحدود لهذه القضايا الرئيسية هي: أن الموائل الثلاثة الحرجة تحدث في جميع بلدان مشروع النظام الإيكولوجي البحري الكبير لخليج البنغال. يعد التطوير الساحلي للعديد من الاستخدامات المتنوعة للأرض والبحر أمرًا شائعًا في جميع بلدان BOBLME. التجارة في المنتجات من جميع الموائل هي تجارة عابرة للحدود بطبيعتها. يتم مشاركة تأثيرات تغير المناخ من قبل جميع دول مشروع النظام الإيكولوجي البحري الكبير لخليج البنغال. الأسباب الرئيسية للقضايا هي: احتياجات الأمن الغذائي لفقراء المناطق الساحلية. نقص خطط التنمية الساحلية؛ زيادة التجارة في منتجات الموائل الساحلية؛ التنمية الساحلية والتصنيع؛ المناطق البحرية المحمية غير الفعالة والافتقار إلى الإنفاذ؛ تطوير المنبع الذي يؤثر على تدفق المياه؛ الممارسات الزراعية المنبع المكثفة؛ وزيادة السياحة.

### التدهور البيئي

#### خطر بيئي
السحابة البنية الآسيوية، طبقة من تلوث الهواء تغطي معظم جنوب آسيا والمحيط الهندي كل عام بين يناير ومارس، وربما أيضًا خلال الأشهر السابقة واللاحقة، معلقة فوق خليج البنغال. يعتبر مزيجًا من عوادم المركبات والدخان الناتج عن حرائق الطهي والتصريفات الصناعية. بسبب هذه السحابة ، تواجه الأقمار الصناعية التي تحاول تتبع تحمض المحيطات ومؤشرات صحة المحيط الأخرى في الخليج صعوبة في الحصول على قياسات دقيقة.

#### التلوث وجودة المياه
القضايا الرئيسية العابرة للحدود المتعلقة بالتلوث ونوعية المياه هي: مسببات الأمراض التي تنقلها مياه الصرف الصحي والحمل العضوي ؛ نفايات صلبة / نفايات بحرية؛ زيادة مدخلات المغذيات ؛ التلوث النفطي؛ الملوثات العضوية الثابتة (POPs) والمواد السامة الثابتة (PTSs)؛ ترسيب. والمعادن الثقيلة. الطبيعة العابرة للحدود لهذه القضايا هي: تصريف مياه الصرف الصحي غير المعالجة / المعالجة جزئيًا مشكلة شائعة. من المحتمل أن تكون مياه الصرف الصحي والتصريفات العضوية من نهر الجانج - براهمابوترا - ميجنا عابرة للحدود. يمكن نقل المواد البلاستيكية ومعدات الصيد المتروكة لمسافات طويلة عبر الحدود الوطنية. يمكن أن يؤدي التصريف العالي للمغذيات من الأنهار إلى تكثيف نقص الأكسجة على نطاق واسع. انتقال المغذيات في الغلاف الجوي هو بطبيعته عبر الحدود. قد تؤدي الاختلافات بين البلدان فيما يتعلق بتنظيم وإنفاذ تصريفات الشحن إلى تصريفات عبر الحدود. يتم نقل كرات القطران لمسافات طويلة. الملوثات العضوية الثابتة / المواد السمية الثابتة والزئبق، بما في ذلك الزئبق العضوي ، يخضع لانتقال بعيد المدى. تميل الترسبات ومعظم تلوث المعادن الثقيلة إلى أن تكون موضعية وتفتقر إلى بعد قوي عبر الحدود. الأسباب الرئيسية للقضايا هي: زيادة الكثافة السكانية الساحلية والتحضر؛ زيادة الاستهلاك ، مما يؤدي إلى إنتاج المزيد من النفايات لكل شخص ؛ عدم كفاية الأموال المخصصة لإدارة النفايات ؛ هجرة الصناعة إلى دول مشروع النظام الإيكولوجي البحري الكبير لخليج البنغال؛ وانتشار الصناعات الصغيرة.

### العواصف والأعاصير المدارية

بلغ إعصار سيدر ذروته بالقرب من بنغلاديش

عاصفة استوائية رياحها الدورية تهب بسرعة 119 كيلومتر في الساعة (74 ميل/س) إعصارًا عندما نشأ فوق خليج البنغال ، ويسمى إعصارًا في المحيط الأطلسي. قُتل ما بين 100000 و500000 من سكان بنغلاديش بسبب إعصار بولا عام 1970 .
- 2021، عاصفة شديدة الإعصار ياس
- 2020، عاصفة شديدة الإعصار نيفار
- 2020، إعصار أمفان
- 2019، عاصفة بلبل شديدة الإعصار
- 2019، عاصفة شديدة الإعصار فاني
- 2018، عاصفة شديدة الإعصار غاجا
- 2018، إعصار تيتلي
- 2017، العاصفة الإعصارية الشديدة مورا
- 2017، إعصار ماروثا
- 2016، عاصفة شديدة الإعصار فاردا
- 2016، إعصار ندى
- 2016، إعصار كيانت
- 2016، إعصار روانو
- 2015، إعصار كومن
- 2014، عاصفة شديدة الإعصار الهدهد
- 2013، عاصفة شديدة الإعصار فيلين
- 2013، إعصار فيارو
- 2012، إعصار نيلام
- 2011، عاصفة شديدة الإعصار ثين
- 2010، عاصفة شديدة الإعصار جيري
- 2009، عاصفة شديدة الإعصار أيلا
- 2008، عاصفة شديدة الإعصار نرجس
- 2007، عاصفة شديدة الإعصار سيدر
- 2006، عاصفة شديدة الإعصار مالا
- 1999 أوديشا سوبر سيكلونيك ستورم 05 ب
- 1996، إعصار كوناسيما
- 1991، إعصار بنغلاديش 1991
- 1989، نوفمبر تايفون جاي
- 1985، مايو العاصفة الاستوائية الأولى (1 ب)
- 1982، أبريل الإعصار الأول (1 ب)
- 1982، مايو العاصفة الاستوائية الثانية (2 ب)
- 1982، أكتوبر العاصفة الاستوائية الثالثة (3 ب)
- 1981، ديسمبر الإعصار الثالث (3 ب)
- 1980، أكتوبر العاصفة الاستوائية الأولى (1B)
- 1980، ديسمبر غير معروف العاصفة الرابعة (4 ب)
- 1980، ديسمبر العاصفة الاستوائية الخامسة (5 ب)
- 1977، إعصار ولاية أندرا براديش (6 ب)
- عام 1971، إعصار أوديشا
- 1970، نوفمبر إعصار بولا
- إعصار كلكتا عام 1864 : تسبب في عاصفة بلغت ارتفاعها 40 قدمًا. بارومتر 28.025 بوصة زئبق. 50000 حالة وفاة مباشرة و 30000 من الأمراض.[56]
- إعصار باكرجونج عام 1876 : عاصفة من 10 إلى 30 أو 40 قدمًا. 100000 حالة وفاة مباشرة و 100000 غير مباشرة من المرض.[56]
- إعصار False Point عام 1885 : 22 قدمًا من عاصفة العاصفة. بارومتر 27.135 بوصة زئبق.[56]